# Kleinsatellit

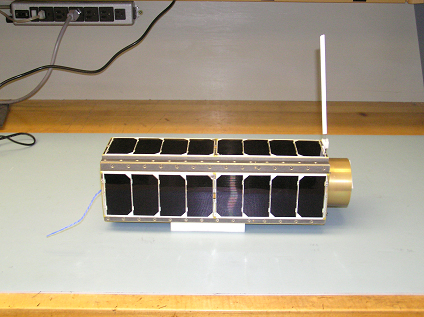
Amerikanischer Nanosatellit GeneSat-1

Ein Kleinsatellit ist ein Satellit mit einer Masse von maximal 500 Kilogramm.
In Europa wird der Bau solcher Forschungssatelliten von der Student Space Exploration and Technology Initiative gefördert.
Die Kleinsatelliten werden eingeteilt in:
- Minisatelliten (100–500 kg)
- Mikrosatelliten (10–100 kg)
- Nanosatelliten (1–10 kg) – etwa: Cubesat-Norm
- Picosatelliten (0,1–1 kg) – etwa PocketQube
- Femtosatelliten (< 0,1 kg).

## Beispiele

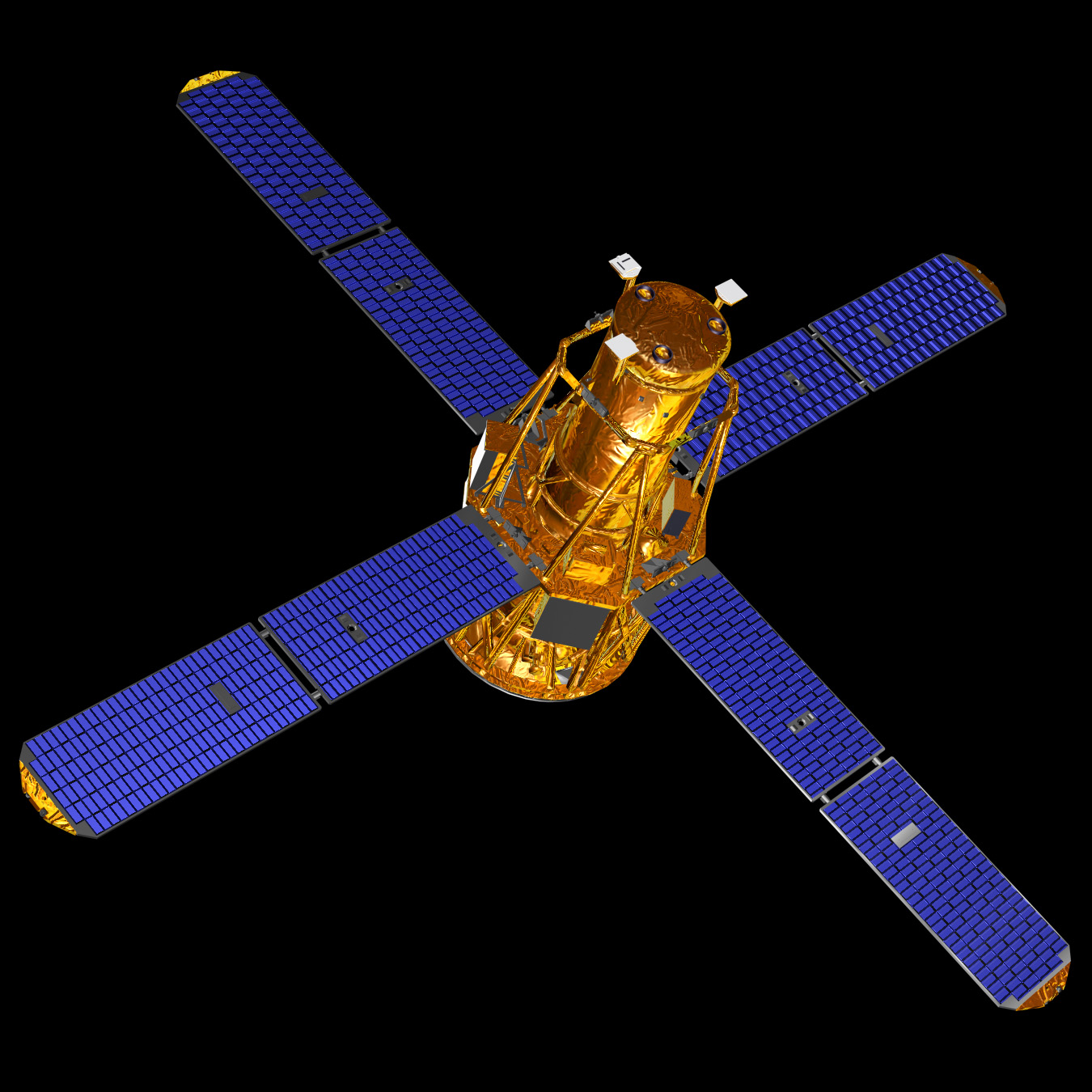
Minisatellit: RHESSI
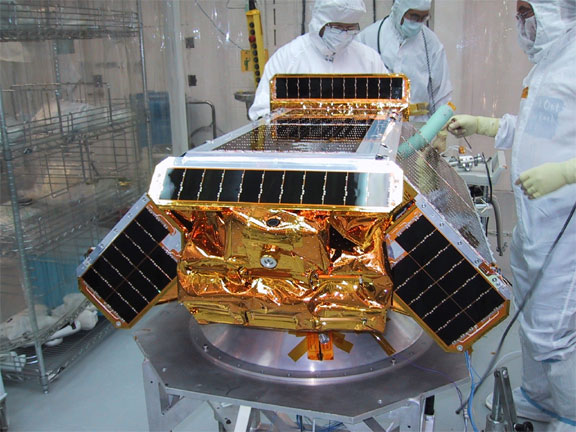
Mikrosatellit: CHIPSat
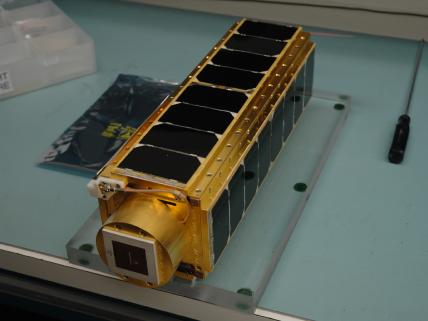
Nanosatellit: PharmaSat-1
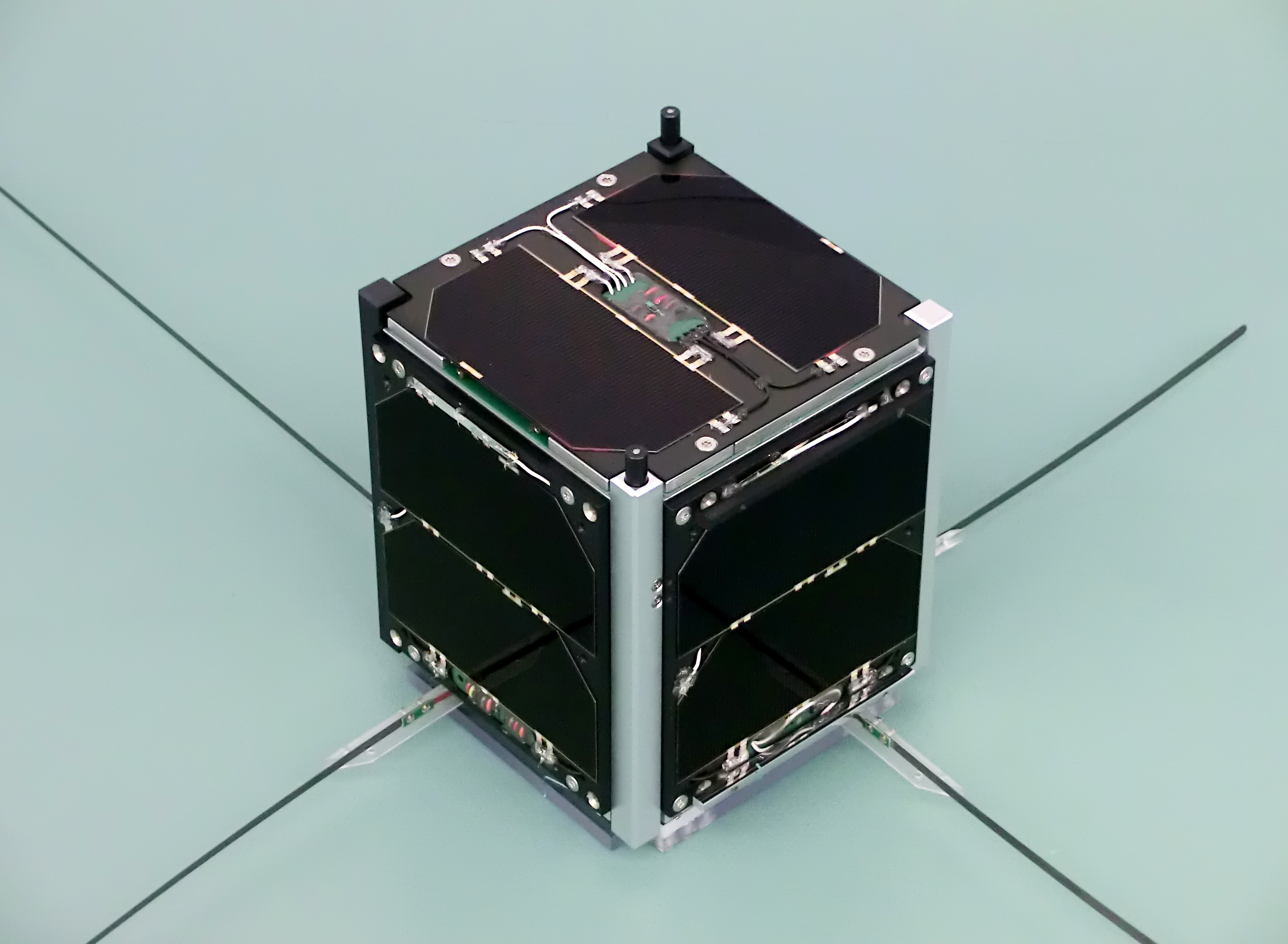
Picosatellit: FUNcube-1
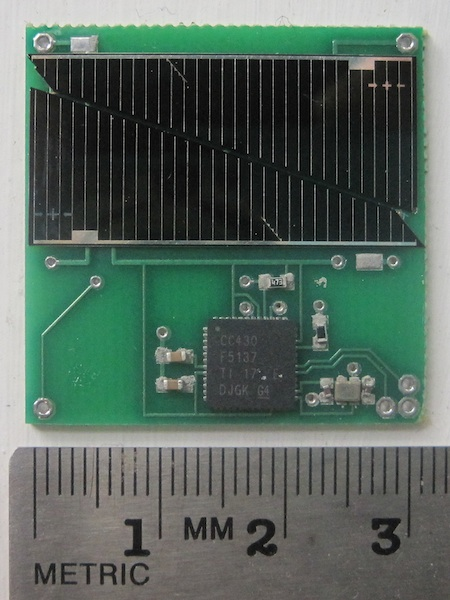
Femtosatellit: Sprite

## „Space-Chips“
Anlässlich des April 2011 bevorstehenden Tests von drei Femtosatelliten (38 × 38 × 2 mm, 10 g) durch Außenmontage an der ISS entwirft Mason Peck, Ingenieur und Futurist an der Cornell University, USA das Ziel von noch kleineren Flugobjekten mit eigenständigen Sendern – mit 14 mm Seitenlänge im Quadrat, 0,05 mm dünn und nur 0,1 g schwer: „Instead of a spaceship, think of a space-chip.“ So kleine Körper bewegen sich anders. Durch ein wenig verdampfendes Material können sie in Rotation versetzt werden, sie werden vom Sonnenwind beeinflusst und auch von der dünnen Erdatmosphäre in 400 km Höhe relativ schnell abgebremst. Nur das Summensignal von 10.000 bis 1 Million solcher flatternd fallender Chips wäre detektierbar und könnte der Erforschung der Atmosphäre der Erde oder anderer Himmelskörper dienen.